# Skibby kommun
Skibby kommun var en kommun i Frederiksborgs amt i Danmark. Kommunen hade 6 684 invånare (2004) och en yta på 79,93 km². Skibby var centralort. Kommunen uppgick vid danska kommunreformen 2007 i Frederikssunds kommun.

## Borgmästare
- Poul Larsen, Venstre, 1 april 1970–31 mars 1974[1]
- Jacob Pedersen, Venstre, 1 april 1974–31 december 1981[1]
- Erik Hansen, Socialdemokratiet, 1 januari 1982–1985[1]
- Bent Vestergård Jensen, Konservative Folkeparti, 1985–1986[1]
- Gitte Schønemann, Konservative Folkeparti, 1986–31 december 1989[1]
- Kim Rockhill, Socialdemokratiet, 1 januari 1990–31 december 2001[1]
- Hans Henning Bjørnsen, Venstre, 1 januari 2002–31 december 2006[1]

Denna lista hämtas från Wikidata. Informationen kan ändras där.